# Exocentrus keyanus
Exocentrus keyanus là một loài bọ cánh cứng trong họ Cerambycidae.